# 格吕纳鲍姆酒店

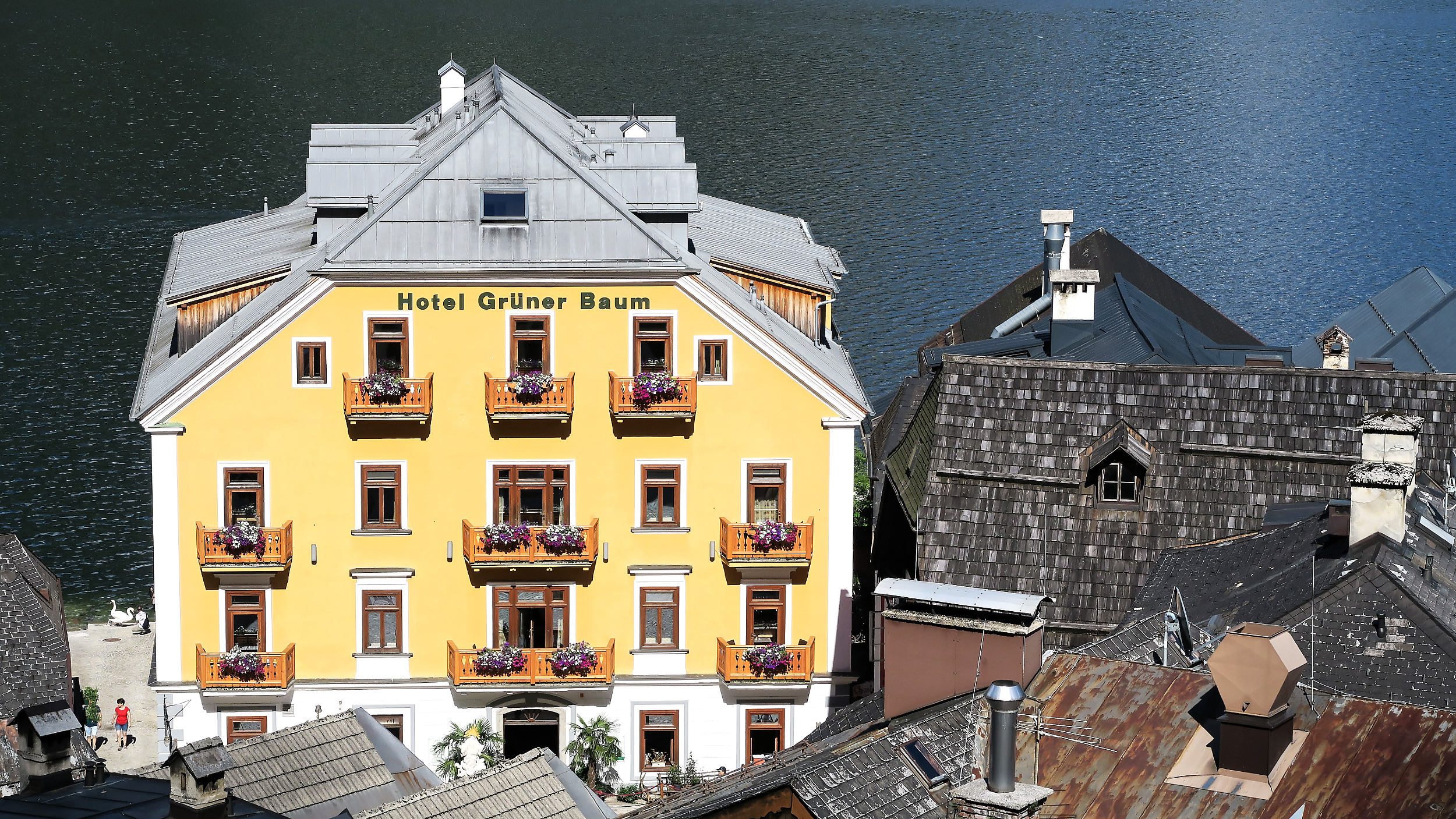

格吕纳鲍姆酒店（Seehotel Grüner Baum）位于奥地利哈尔施塔特，是上奧地利州萨尔茨卡默古特地区的一家精品酒店。

## 历史
酒店旧名“皇家瓦根多夫谢萨尔茨堡酒店”（Kaiserlich-Königliche Wagendorfsche Salzfertigerbehausung）,1700年首次见于记载。1888年，弗兰兹·卡尔·西奥尔购进该酒店，将其改建为格吕纳鲍姆酒店，邀请伊丽莎白皇后、阿达尔贝特·施蒂弗特和阿加莎·克里斯蒂等客人参观入住。此后，这家酒店数次易手。2005年，目前的业主莫妮卡·温格收购了这座建筑，与她的儿子拉斐尔·温格一起经营。酒店分几个阶段进行了翻修。 2014年获得了四星级高级酒店奖。

## 位置和设施
酒店位于哈尔施塔特湖，属于“哈尔施塔特-达赫施泰因/萨尔茨卡默古特文化景观”的一部分，1997年由联合国教科文组织宣布为世界遗产。
酒店设有四间套房，25间双人房和一间单人房。酒店的餐饮区包括“Zum Salzbaron”和“Kaiserstüberl”餐厅，以及酒吧、湖边露台和湖边休息室。酒店还有一个水疗区，配有桑拿 和蒸汽浴。

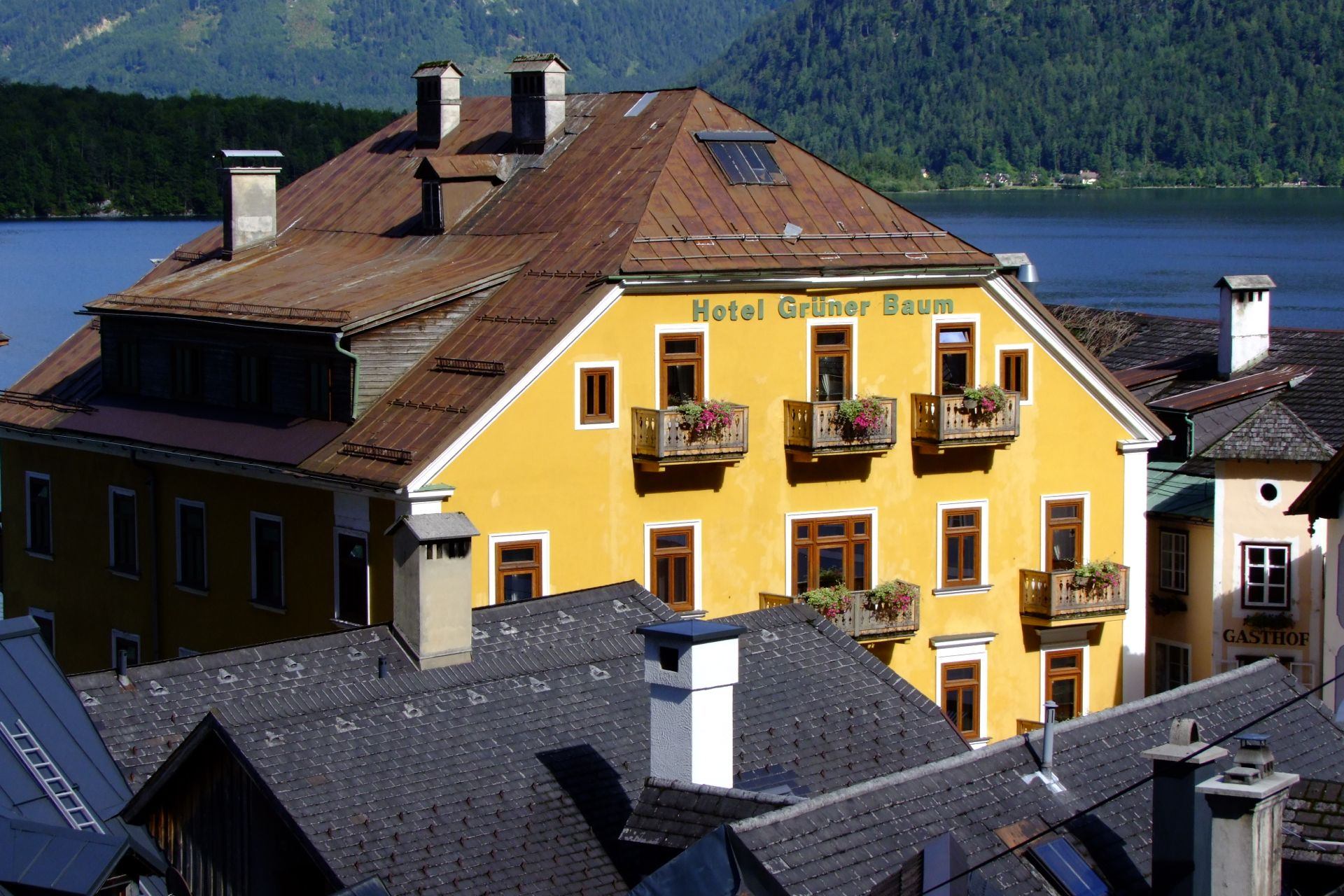

## 中国副本
五矿•哈施塔特是中国广东省惠州市博罗县开发的一个旅游房地产项目，复制哈尔施塔特小镇。其中仿建的格吕纳鲍姆酒店和哈尔施塔特新教教堂是首批竣工的建筑。